# Юденфрай

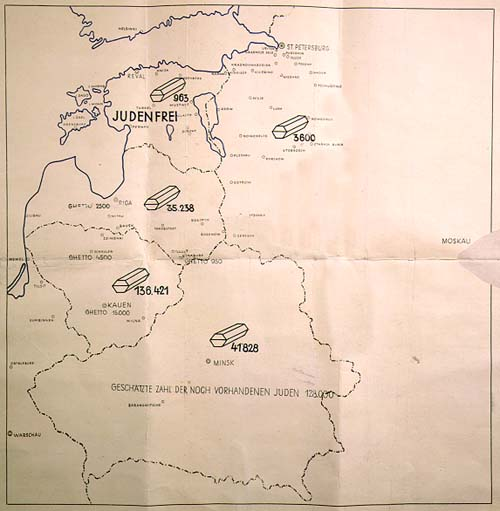
Немецкая карта-отчет айнзацгруппы А, на которой Эстония показана «свободной от евреев»

«Ю́денфрай» (нем. judenfrei) или «ю́денрайн» (нем. judenrein) — понятие, употреблявшееся нацистами Третьего рейха и означавшее области или города, еврейское население которых было уничтожено или вывезено в лагеря смерти. В буквальном переводе означает «свободный от евреев».

## История
Впервые это понятие появилось в конце XIX века. В 1888 году один из ведущих немецких антисемитов публицист и издатель Теодор Фрич в своем журнале Centralorgan der deutschen Antisemiten призвал к созданию театра без участия евреев. Кроме этого, в тот же период широко распространилось беззастенчивое позиционирование общественных купален и многих других общественных мест как «свободных от евреев». В 1899 году Теодор Герцль писал в еженедельной газете Die Welt: «Только что опубликован список мест летнего отдыха, свободных от евреев».

## Деятельность нацистов
По данным современных исследований, этот термин вошёл в словарный запас национал-социалистов примерно в одно время с введением Арийского параграфа. Впоследствии многочисленные населённые пункты и целые регионы старались избавиться от расцениваемого властями как «клеймо» присутствия евреев на своей территории, как местных жителей, так и туристов. Дома, деревни, города и районы объявлялись «юденфрай» после того, как они были этнически очищены от евреев. Например, газета Центрального союза граждан Германии иудейского вероисповедания сообщала 14 декабря 1933 года, что Курортное управление острова Нордернай в Северном море выпустило марку-печать с надписью Nordseebad Norderney ist judenfrei! («Североморский курорт Нордернай свободен от евреев!»). До прихода же нацистов к власти к евреям на острове относились дружелюбно, и они составляли больше половины отдыхающих там.
С началом Второй мировой войны и начавшимися впоследствии депортациями и массовым истреблением евреев термин начал использоваться и на оккупированных Третьим рейхом территориях. В Польше айнзацгруппами было осуществлено выселение евреев с мест их проживания в гетто, и уже в начале 1940 года Генерал-губернаторство было объявлено «юденфрай». На территориях, оккупируемых Германией в дальнейшем, также проводилась еврейская чистка. Так, 17 октября 1941 года в нацистской печати «юденфрай» был объявлен Люксембург, а в декабре того же года — Эстония.
В том же году этот термин был использован в связи с планируемым уничтожением европейских евреев. 16 декабря 1941 года генерал-губернатор Ганс Франк заявил в своей речи:
Поскольку дело касается евреев, я хочу сказать вам совершенно откровенно, что с ними надо покончить тем или иным способом. […]
Что нужно делать с евреями?.. […] ...мы ничего не можем сделать с ними ни в Остланде, ни в рейхскомиссариате, поэтому ликвидируйте их сами! Господа, я должен просить вас отказаться от всякого чувства жалости. Мы должны истребить евреев, где бы мы их ни находили и всякий раз, когда это только возможно... […] Устарелые взгляды не могут применяться для выполнения такой исключительно важной и единственной в своем роде задачи. Мы должны найти путь, который ведёт к цели, и мои мысли работают в этом направлении.
Евреи являются для нас сейчас вредными микробами. Мы имеем сейчас примерно 2,5 миллиона евреев в генерал-губернаторстве, и если считать полуевреев и всех тех, которые к ним относятся, мы имеем 3,5 миллиона. Мы не можем расстрелять или отравить эти 3,5 миллиона, но мы, тем не менее, сумеем принять меры, которые приведут тем или иным путём к их уничтожению... […] Генерал-губернаторство должно стать свободным от евреев точно так же, как и рейх.
Понятие «юденфрай» также встречается в протоколе состоявшейся 20 января 1942 года Ванзейской конференции.
2 октября 1942 года рейхсфюрер СС Генрих Гиммлер издал приказ, согласно которому все концентрационные лагеря Германии подлежали очистке от евреев. В тот же день шеф гестапо Генрих Мюллер разослал циркуляр, в котором говорилось:
Рейхсфюрер СС и шеф департамента полиции приказал, чтобы все находящиеся в рейхе концентрационные лагеря были очищены от евреев, для чего их надлежит отправить в концлагерь Освенцим и в трудовой лагерь для военнопленных Люблин.
На основании этого СС депортировали в Освенцим, в частности, всех еврейских заключённых Дахау.
Тем не менее из-за деятельности антинацистского сопротивления и Праведников народов мира достичь «юденфрай» нацистам и их союзникам на оккупированных территориях практически не удалось.

### Были объявлены «юденфрай»
- Гельнхаузен — 1 ноября 1938 года
- Быдгощ — декабрь 1939 года
- Люксембург — 17 октября 1941 года
- Эстония — в декабре 1941 года (подтверждено 20 января 1942 года)
- Винница - 25 августа 1942 года[12]
- Банат — в августе 1942 года
- Белград — в августе 1942 года
- Вена — 9 октября 1942 года
- Берлин — 19 мая 1943 года
- Тарнув — февраль 1944 года
- Одесса[1]
- Стрый[1]

## В современной политике
Требования ликвидации израильских еврейских поселений на Западном берегу Иордана со стороны палестинцев расценивается израильскими политиками как этническая чистка. 9 июля 2009 года премьер-министр Израиля Биньямин Нетаньяху в беседе с министром иностранных дел Германии Франком-Вальтером Штайнмайером заявил, что Иудея и Самария не могут быть «юденрайн».

## В художественной литературе
Термин «юденфрай» как результат нацистской политики используется в художественной литературе, например, в поэме Александра Галича «Кадиш» и в стихах Александра Городницкого, созданных для документального фильма «В поисках идиша».